# Tangled Fates

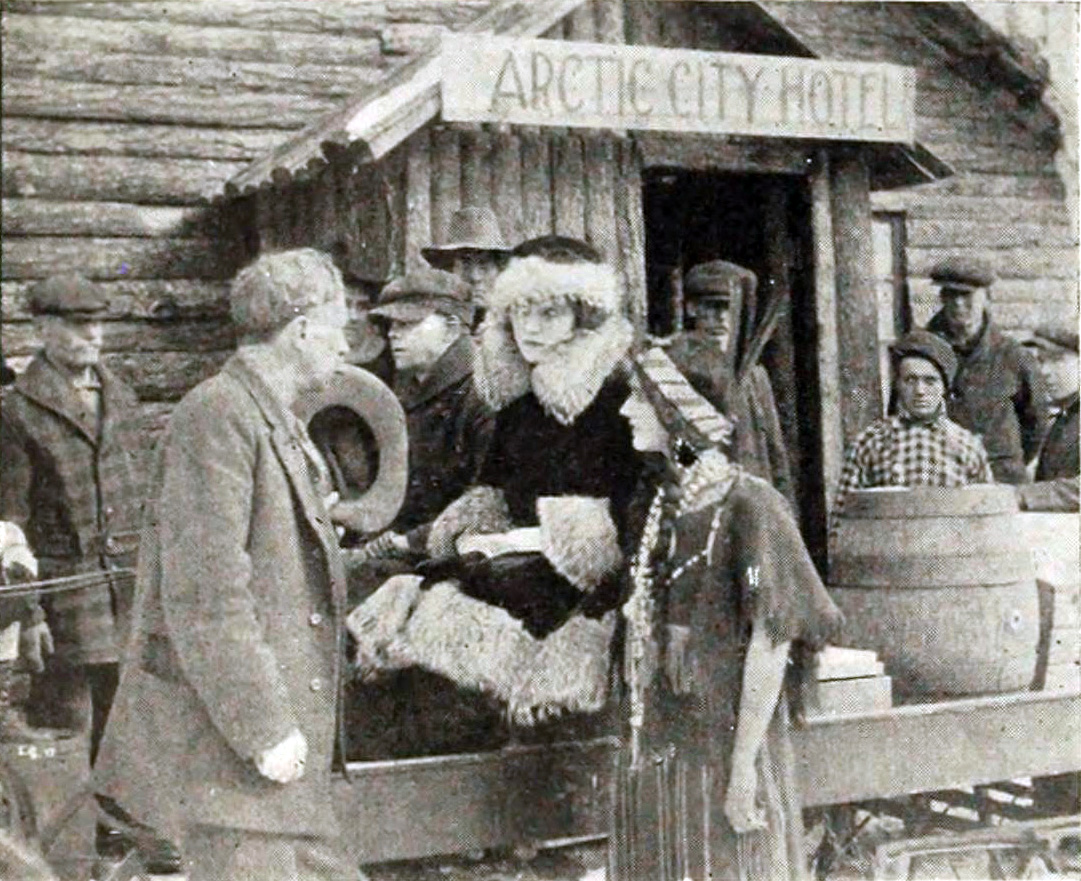
Alice Brady (centre) en un fotograma de la pel·lícula

Tangled Fates és una pel·lícula muda de la World Film Company dirigida per Travers Vale i protagonitzada per Alice Brady La pel·lícula, basada en una història de William Anthony McGuire adaptada per Frances Marion, es va estrenar el 22 de maig de 1916.

## Argument
Jane Lawson és expulsada de casa seva en un poblet de Nova Anglaterra quan dona la cara per la seva germana i diu que va ser ella qui va estar en una illa solitària amb George Blake, un venedor ambulant. Marxa a Nova York on troba feina en la botiga de roba en la qual treballa Blake. El fill del propietari, Will Rogers, s'enamora d'ella i ella accepta casar-s'hi. En passar els anys, Jane descobreix que Will és alcohòlic i no serveix per a fer cap feina. Blake, que s'ha convertit en el gerent, protegeix el noi quan es descobreix que aquest havia desfalcat diners de l'empresa, li dona diners i l'envia a Alaska per tal de donar-li l'oportunitat de regenerar-se i que allà es faci un nom. A Alaska, Will té un affair amb una ballarina d'un saló. Blake el visita al cap d'un temps i descobreix que l'estat en què es troba el marit li fa retornar la meitat dels diners que li havia donat. En tornar a Nova York, Blake dona els diners a Jane que ràpidament els gasta per poder-se pagar el viatge i visitar el seu marit. Arriba a temps per descobrir que el seu marit tenia una amant i que l'han linxat per haver matat a un miner d'un tret per l'esquena. En aquell moment arriba Blake que li confessa que sempre l'ha estimada i ella reconeix el seu amor veritable i es casen en retornar a la ciutat.

## Repartiment
- Alice Brady (Jane Lawson)
- Arthur Ashley (George Blake)
- Helen Weir (Ruth Lawson)
- George Morgan (Will Rogers)
- Edward Kimball: Mr. Lawson
- Alec B. Francis (Mr. Rogers)
- Doris Sawyer (Dolly)
- Al Hart (Big Tom)